# 谺つり星
『谺つり星』（こだまつりほし）は、三善晃が1996年にサントリーホール開場10周年記念委嘱作品として作曲したチェロ協奏曲である。別題は「チェロ協奏曲第2番」。欧文タイトルは、 Étoile à échos : cello concerto no. 2。演奏時間は約13分。

## 作曲の経緯
三善が1995年から作曲した「交響四部作」の第2作目にあたる。堤剛に小編成のオーケストラとのチェロ協奏曲の作曲を薦められていた三善は、独奏チェロの奏する谺がオーケストラの共振を呼び波紋をつくるイメージで作曲した。三善がそれまで声と器楽を複合させた作品において追求していた死と生の関係、あるいは個々の人間存在とそれらの関わりを、独奏楽器とオーケストラの関係やオーケストレーションにおいて追求している。
曲名の由来は、野尻湖に生成している「星つり藻」からきている。傘状の枝に星型の仮根が星を吊っているように見え、三善は人の中にある「谺」がどこかの星に吊らされて揺れている様をたとえた。

## 初演
1996年10月28日にサントリーホールにおいて、若杉弘指揮NHK交響楽団、堤剛の独奏により初演された。

## 編成
独奏チェロ、フルート2（ピッコロ持ち替え）、オーボエ2、クラリネット2（1番はEsクラリネット持ち替え）、ファゴット2（2番はコントラファゴット持ち替え）、ホルン4、トランペット2、トロンボーン3、ティンパニ4、サスペンデッド・シンバル、バスドラム、タムタム、サンダーボード、ヴィブラフォン、スレイベル、マラカス、チューブラーベル、トムトム3、スネアドラム、マリンバ、アンティークシンバル、ピアノ、チェレスタ、ハープ、弦五部

## 構成
- 単一楽章。

## 楽譜
スコアは全音楽譜出版社より市販されている。演奏譜は同社よりレンタルされている。

## 録音
- 2008年 カメラータ・トウキョウ CMCD-99036/8 『三善晃の音楽』 沼尻竜典指揮、向山佳絵子独奏、東京フィルハーモニー交響楽団（音源は2003年3月20日東京オペラシティコンサートホール:タケミツメモリアル録音）
- 2009年 ビクターエンタテインメント VZCC-1021/2 『交響四部作』 秋山和慶指揮、堤剛独奏、東京交響楽団/大阪フィルハーモニー交響楽団（音源は2000年9月5日サントリーホール録音と、2001年2月19日ザ・シンフォニーホール録音）

## 評価
1997年の第45回尾高賞選考会では、『谺つり星』の堂々たる風格が話題となった。
2009年リリースのCD『交響四部作』は、2009年度第47回日本レコード・アカデミー賞を受賞した。
2021年11月5日に広島文化学園HBGホールにおける広島交響楽団第416回定期演奏会で、下野竜也指揮、広島交響楽団、伊東裕独奏で演奏された。下野はこの作品の独奏チェロとオーケストラの関係性について「召集された若者と戦争をもたらした大人たち」と語ったが、その構図が見事に現れたと評されている。